# 「ストーヴ」
『「ストーヴ」』は、財津和夫の通算17枚目のシングル。1998年9月23日発売。

## 解説
前作「ユア・ベスト・フレンド」から、4か月ぶりとなる作品で、アルバム『ONE WORD』の先行シングルである。

## 音楽性
表題曲の『「ストーヴ」』は、チューリップの『約束』のアンサーソングとも捉えられる楽曲で、財津のソロライブではピアノでの弾き語りにより演奏されることが多い。
カップリング曲の「ぼくは君のゴミじゃない」は、ストレートなロック色の強い楽曲となっている。

## 収録曲
| 全作詞・作曲: 財津和夫。 |                                        |           |            |          |      |
| #                        | タイトル                               | 作詞      | 作曲・編曲 | 編曲     | 時間 |
| 1.                       | 「「ストーヴ」」                       | 財津和夫  | 財津和夫   | 財津和夫 | 3:51 |
| 2.                       | 「ぼくは君のゴミじゃない」             | 財津和夫  | 財津和夫   | 成田忍   | 3:42 |
| 3.                       | 「「ストーヴ」」(オリジナル・カラオケ) | 財津和夫  | 財津和夫   |          | 3:51 |
| 合計時間:                | 合計時間:                              | 合計時間: | 11:24      |          |      |